# Fiorella Mocassini-Citroën
Fiorella Mocassini-Citroën oder Fiorella Mocassini war ein italienisches Radsportteam, das von 1977 bis 1978 bestand.

## Geschichte
Das Team wurde 1977 unter der Leitung von Luciano Pezzi gegründet. 1977 konnten zweite Plätze beim Giro dell’Emilia, der Trofeo Matteotti sowie dritte Plätze beim Giro del Veneto, der Gran Piemonte und der Trofeo Laigueglia erreicht werden. Außerdem wurde Platz 20 in der Gesamtwertung des Giro d’Italia erzielt. 1978 konnten neben den Siegen ein zweiter Platz bei der Lombardei-Rundfahrt sowie ein dritter Platz und drei Etappensiege bei der Tour de Suisse erreicht werden. Am Ende der Saison 1978 wurde das Team aufgelöst.
Die Teambekleidung für 1977 wurde von Parentini bereitgestellt.

## Erfolge
1977
- Gesamtwertung und eine Etappe Valencia-Rundfahrt
- Gran Premio di Castrocaro Terme
- Trofeo Baracchi
- Coppa Bernocchi
- eine Etappe Giro di Puglia

1978
- drei Etappen Tour de Suisse
- Gran Premio di Castrocaro Terme
- Gran Premio Industria e Commercio di Prato
- Giro dell’Emilia
- Gran Premio Montelupo
- Coppa Bernocchi
- zwei Etappen Herald Sun Tour
- eine Etappe Tirreno-Adriatico
- eine Etappe Cornostaffetta

## Monumente-des-Radsports-Platzierungen
| Monument                 | 1977 | 1978 |
| ------------------------ | ---- | ---- |
| Mailand–Sanremo          | 27   | 10   |
| Lüttich–Bastogne–Lüttich | –    | 15   |
| Lombardei-Rundfahrt      | 21   | 2    |

## Grand-Tour-Platzierungen
| Grand Tour        | 1977 | 1978 |
| ----------------- | ---- | ---- |
| Giro d’ItaliaGiro | 20   | 9    |

## Bekannte Fahrer
- Bernt Johansson (1977–1978)
- Giovanni Battaglin (1978)
- Josef Fuchs (1978)